# اندیس گودرزن-۱
گودرزن-۱ یک اندیس مصالح ساختمانی است که در حوالی شهر صح استان اصفهان قرار دارد و مادهٔ معدنی موجود در آن، تراورتن است.  